# Cercle principal
Pour les articles homonymes, voir Cercle (homonymie).
Le cercle principal d'une ellipse est le cercle de centre {\displaystyle O}, centre de l'ellipse, et de rayon {\displaystyle a}, demi-grand axe de l'ellipse.
 Le cercle secondaire d'une ellipse est le cercle de centre {\displaystyle O}, centre de l'ellipse, et de rayon {\displaystyle b}, demi-petit axe de l'ellipse.
L'ellipse est l'image du cercle principal par l'affinité orthogonale de base Ox et de rapport b/a ainsi que l'image du cercle secondaire par l'affinité orthogonale de base Oy et de rapport a/b.